# Synagogue de Belleville
La synagogue ou temple israélite de Belleville, localisé au 75 rue Julien-Lacroix et au  49 rue de Pali-Kao, dans le quartier de Belleville du 20e arrondissement de Paris, est construite de 1925 à 1933 par les architectes Germain Debré (1890-1948) et Lucien Hesse (1866-1929), architectes du Consistoire central israélite de France.

## Histoire
L'édifice est construit de 1925 à 1933 par les architectes Germain Debré (1890-1948) et Lucien Hesse (1866-1929), architectes du Consistoire central israélite de France; il est financé par Edmond de Rothschild et destiné aux immigrés juifs d'Europe de l'est de ce quartier,,.
Labellisé « Patrimoine du XXe siècle » le 24 novembre 2011.

## Rabbins
- Henri Soil (11 janvier 1938-)

## Mobilier
- Mikvé[4]

## Illustrations
Consultables sur le site de la Cité de l'architecture, des illustrations originales issues des collections de l'architecte Germain Debré présentent un plan de rez-de-chaussée de 1930, une élévation, et quatre photographies : une vue avant travaux en 1928, une vue extérieure sur l'entrée, une vue extérieure sur la rue Julien-Lacroix, et une vue intérieure de la grande salle.